# Onze-Lieve-Vrouw ter Kempenkerk

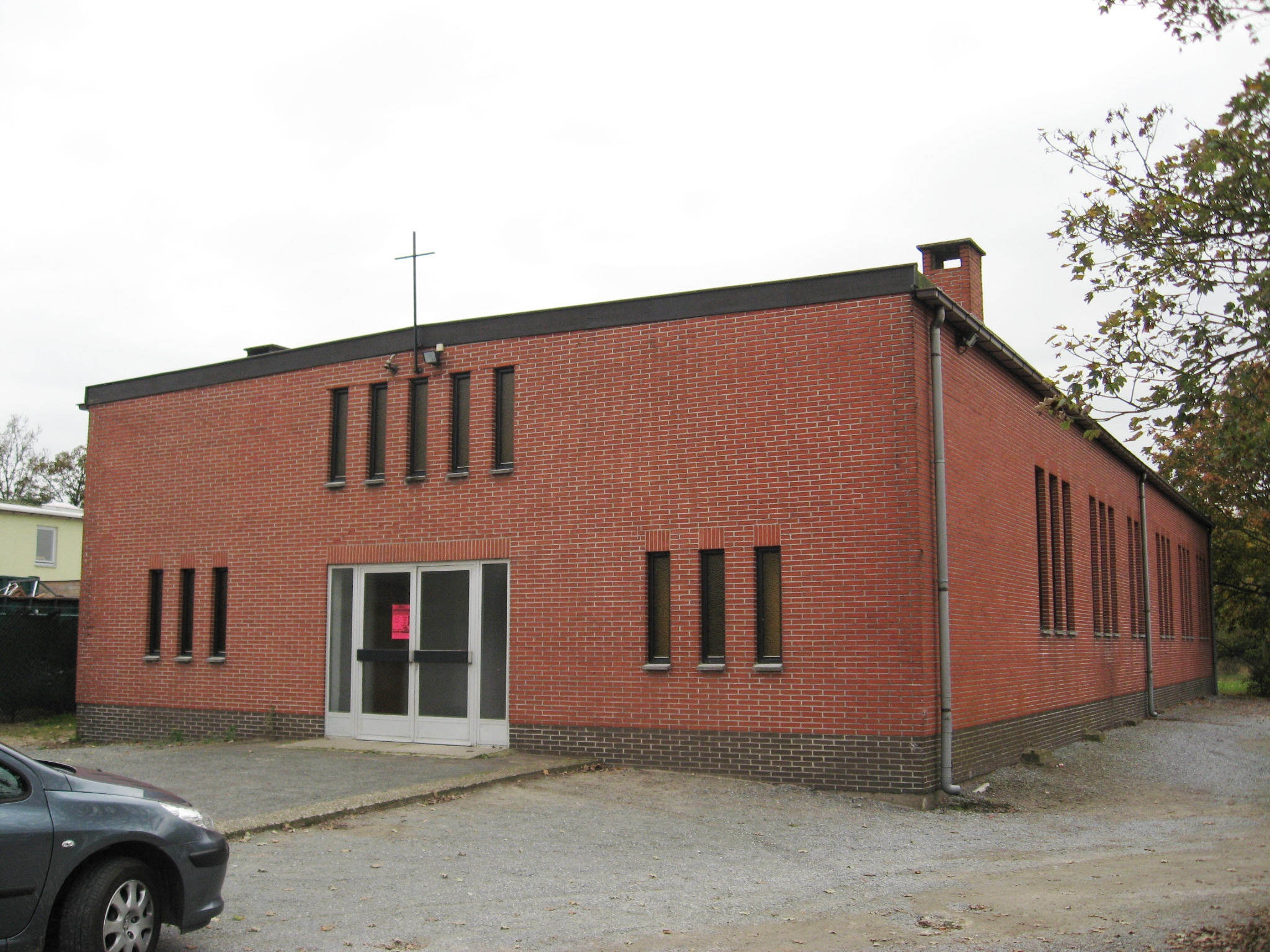
Onze-Lieve-Vrouw ter Kempenkerk

De Onze-Lieve-Vrouw ter Kempenkerk is de parochiekerk van de Lommelse wijk Balendijk, gelegen aan de Tortelstraat.
Deze kerk werd ingezegend in 1966, toen de wijk groeiende was vanwege de vestiging van de Philips-glasfabriek in de nabijheid. In de jaren '80 van de 20e eeuw werden nog eens 900 huizen bijgebouwd in het kader van de nieuwbouwwijk Balendijk-West, waardoor het aantal gelovigen nog verder toenam.
Het kerkgebouw oogt als een noodkerk. De architectonische kwaliteiten zijn minimaal.
Werd ontwijd in 2022 en onttrokken aan erediensten